# Michel Polac

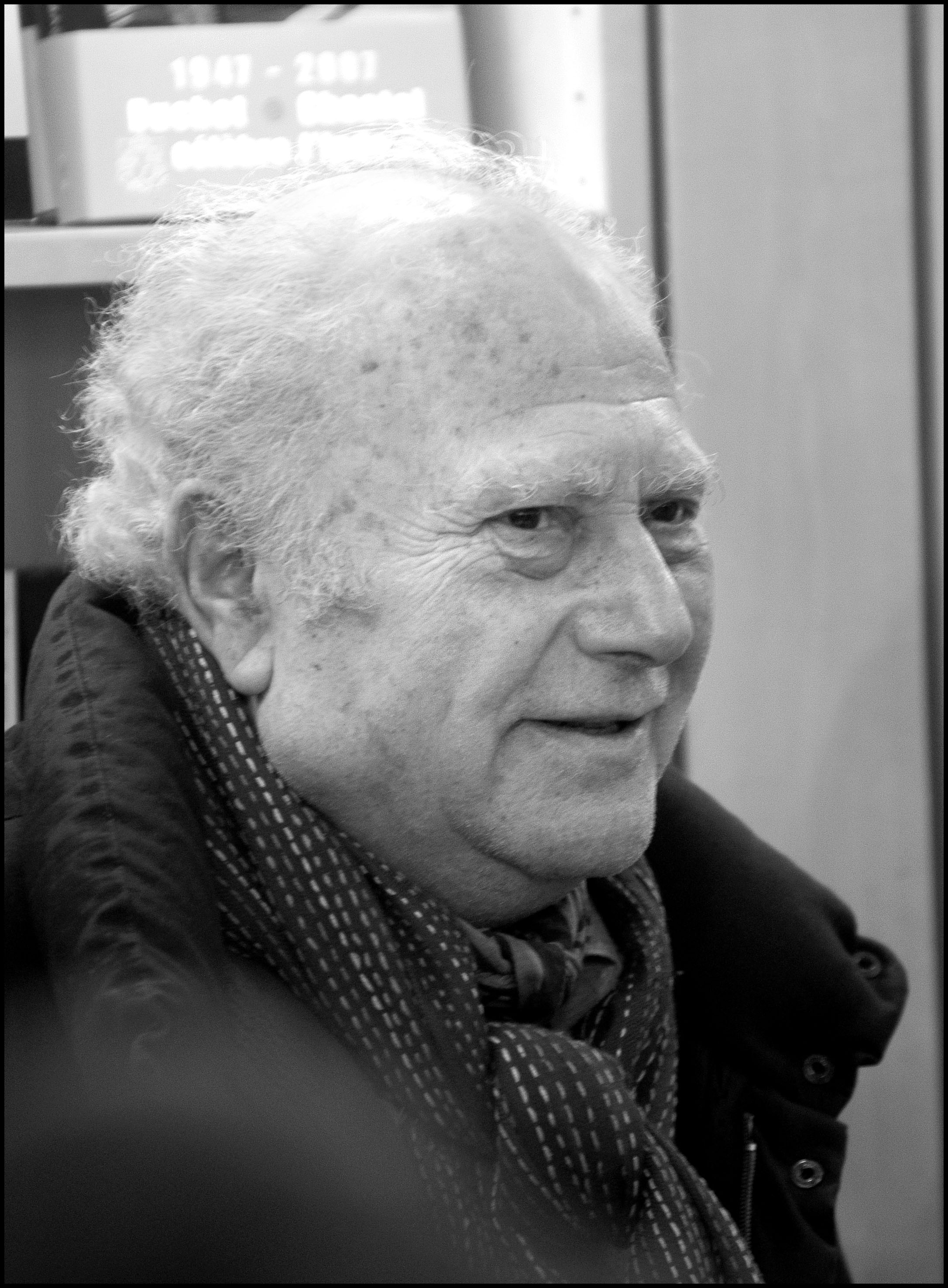
Michel Polac im Jahr 2007

Michel Polac (* 10. April 1930 in Paris, Frankreich; † 7. August 2012 ebenda) war ein französischer Journalist, der sowohl für die Presse als auch für den Rundfunk und das Fernsehen arbeitete. Ferner war er Autor, Literaturkritiker und Filmregisseur.

## Leben
Polac stammt aus einer jüdischen Bürgerfamilie von Paris. Sein Vater war Kriegsveteran des Ersten Weltkriegs und Anhänger von Marschall Pétain im Zweiten Weltkrieg. Er wurde nach Auschwitz deportiert und verstarb dort. 
In den Jahren von 1955 bis 1970 moderierte er die Radiosendung Le Masque et la Plume, mit welcher der Sender France Inter die Kulturkritik einem breiteren Publikum nahebrachte. Von 1966 bis 1970 präsentierte er die von ihm geschaffene Literatursendung Bibliothèque de poche am Fernsehsender ORTF. Nach zehn Jahren Abstinenz vom Fernsehen wurde er ab 1981 Moderator der Diskussionssendung Droit de réponse („Gegendarstellung“), die von der öffentlich-rechtlichen Fernsehanstalt TF1 ausgestrahlt wurde. Kurze Zeit nach der Privatisierung des Senders und der Übernahme durch Bouygues im Jahre 1987 verließ er die Fernsehanstalt, worauf die Sendung eingestellt wurde. Polac war 2006 auch Kritiker in der ersten Staffel von On n’est pas couché, einer Talkshow auf dem Fernsehkanal France 2.
1956 veröffentlichte Polac bei Gallimard seinen ersten Roman: La vie incertaine. Es folgten fast zwanzig weitere Bücher und andere Veröffentlichungen. Zwischen 1969 und 1998 führte er Regie bei einem Dutzend Kino-, Fernseh- und Videofilmen. Als Feuilletonist arbeitete er unter anderem für L’Express und er war Mitglied der Redaktion der Satirezeitung Charlie Hebdo.
Michel Polac starb laut seiner Familie an „Erschöpfung, nach verschiedenen Krankheiten“. Sein Grab liegt in Cabrerolles im Département Hérault. Einige Jahre vor seinem Tod verfasste er seine eigene Grabinschrift: Touche-à-tout, il a fini par toucher terre. 

## Veröffentlichungen (Auswahl)
- 1966: Dictionnaire des Pataqués, illustriert von M. Henry, Éditions Seuil, Paris.
- 1975: Le Grand mégalo ou la vie pur rien. Éditions Stock, Paris 1975.
- 1985: Hors de soi, Roman. Barrault Éditions, Paris. Neuauflage: Presses Universitaires de France, Pris 2001.

## Filmografie
- 1969: Un fils unique, Regie und Drehbuch; Film.
- 1971: Ça ne peut plus durer, Regie; Film.
- 1980: La Sourde oreille, Regie; Fernsehfilm.
- 1998: Fragment d'un autoportrait en vieil ours, Regie und sich selbst darstellend, Videofilm.